# Arthroleptis adelphus
Arthroleptis adelphus Perret, 1966 è un anfibio anuro, appartenente alla famiglia degli Artroleptidi.

## Distribuzione e habitat
Foreste del sud del Camerun, della Guinea Equatoriale (compresa l'isola di Bioko) e del Gabon; forse si trova nella Repubblica Centrafricana sudoccidentale e nella zona nordoccidentale della Repubblica del Congo.